# Regne Mbunda
El regne Mbunda (mbunda: Chuundi ca Mbunda o Vumwene vwa Mbunda o portuguès: Reino dos Bundas) era un regne africà situat al centre-oest d'Àfrica, en el que ara és el sud-est d'Angola. En la seva major extensió, aplegava des de Mithimoyi al centre de la província de Moxico fins a la província de Cuando Cubango al sud-est, a la frontera amb Namíbia. El regne era governat per un Mwene wa Ngoma (rei) del 1700 fins 1914.

## Galeria

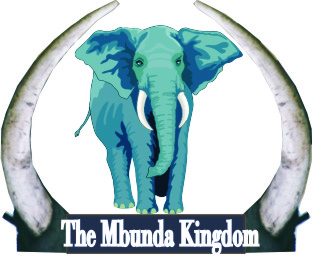
Logotip del Consell del Regne Mbunda